# Amchédiré
Amchédiré est un canton du Cameroun situé dans la commune de Kousséri, le département du Logone-et-Chari et la Région de l'Extrême-Nord, au sud-est du lac Tchad, à la frontière avec le Tchad. C'est aussi le nom d'une localité qui fait partie de la ville de Kousséri.

## Population
Lors du recensement de 2005, 11 742 personnes ont été dénombrées dans le canton et 4 066 dans la ville du même nom.

## Éducation
Amchédiré est doté d'un lycée public général qui accueille les élèves de la 6e à la Terminale.